# Clusia belizensis
Clusia belizensis  es una especie de planta con flor en la familia de las clusiáceas. Muy similar a Clusia quadrangula de la cual se diferencia por tener el ápice de las hojas redondeado y flores más grandes.

## Descripción
Son arbustos o árboles que alcanzan los 3–4 m de altura. Las hojas son elípticas a oblongas, de 8–14 cm de largo y 4–7 cm de ancho, el ápice es redondeado, con la base aguda, y nervios laterales de 5 o 6 por cm; pecíolos de 0.8–1.5 cm de largo. Tiene inflorescencias de pocas flores, o de 1 flor en las pistiladas; con yemas de 10–15 mm de diámetro; los pétalos blanco-cremas (verdes?); y estambres numerosos, libres; ovario rodeado por estaminodios con aspecto de estambres, estigmas 10–13, ligeramente elevados. El fruto es globoso, de 2 cm de diámetro, longitudinalmente acostillado.

## Distribución y hábitat
Conocida en Nicaragua por una colección (Moreno 9761), se encuentra en los bosques muy húmedos ribereños, Estelí; a una altitud de 1000 metros; florece en julio; desde México a Nicaragua por Belice, Guatemala y Honduras.

## Taxonomía
Clusia belizensis fue descrita por Paul Carpenter Standley y publicado en Publications of the Carnegie Institution of Washington 461(4): 72. 1935.
Etimología
Clusia: nombre genérico otorgado en honor del botánico Carolus Clusius.
belizensis: epíteto geográfico que alude a su localización en Belice.